# Mastigias papua
Mastigias papua ist eine Schirmqualle (Scyphozoa), die im Pazifischen Ozean in Lagunen und Inselseen vorkommt. Die Art hat durch ihr Massenvorkommen im Ongeim'l Tketau (Quallensee) auf dem der Insel Koror vorgelagerten Eiland Eil Malk (Palau) eine gewisse Bekanntheit unter Tauchsportinteressierten und in den Medien gefunden. Der taxonomische Status der Art und seine große Verbreitung wird allerdings aufgrund neuer morphologischer und molekularer Daten diskutiert. Es handelt sich wahrscheinlich eher um einen Artkomplex von mehreren kryptischen Arten.

## Merkmale
Der halbkugelige Schirm kann einen Durchmesser bis zu 200 mm erreichen (ssp. salii). Die Grundfarbe ist bläulich, Oberfläche ist mit feinen Warzen besetzt. Die Grundfarbe einzelner Unterarten hat sich jedoch durch Einlagerung von Zooxanthellen zu Hellbraun abgewandelt. Zwischen den acht Schirmlappen sind tiefe Furchen ausgebildet. Die Mundarme erreichen etwa die Hälfte der Länge des Schirmdurchmessers. Das obere Drittel eines Armes ist einfach, die unteren zwei Drittel dreiflügelig. Die Arme enden meist in einer keuligen Verdickung. Die Arme können bei einigen Unterarten stark reduziert sein. Die rhopalialen Kanäle sind schlank und verzweigen sich.

## Verbreitung, Vorkommen und Lebensweise
Nach den bisher publizierten Daten ist die Art von Indonesien im Westen, über die Philippinen bis Japan, und im Süden über Papua-Neuguinea bis Palau verbreitet. Sollten sich die neueren molekularbiologischen Daten bestätigen, müsste das Verbreitungsgebiet der eigentlichen Mastigias papua wohl stark eingeschränkt werden. Die Tiere leben in Lagunen, Brackwasserseen, marinen Seen und in Mangroven.

## Taxonomie und Nomenklatur

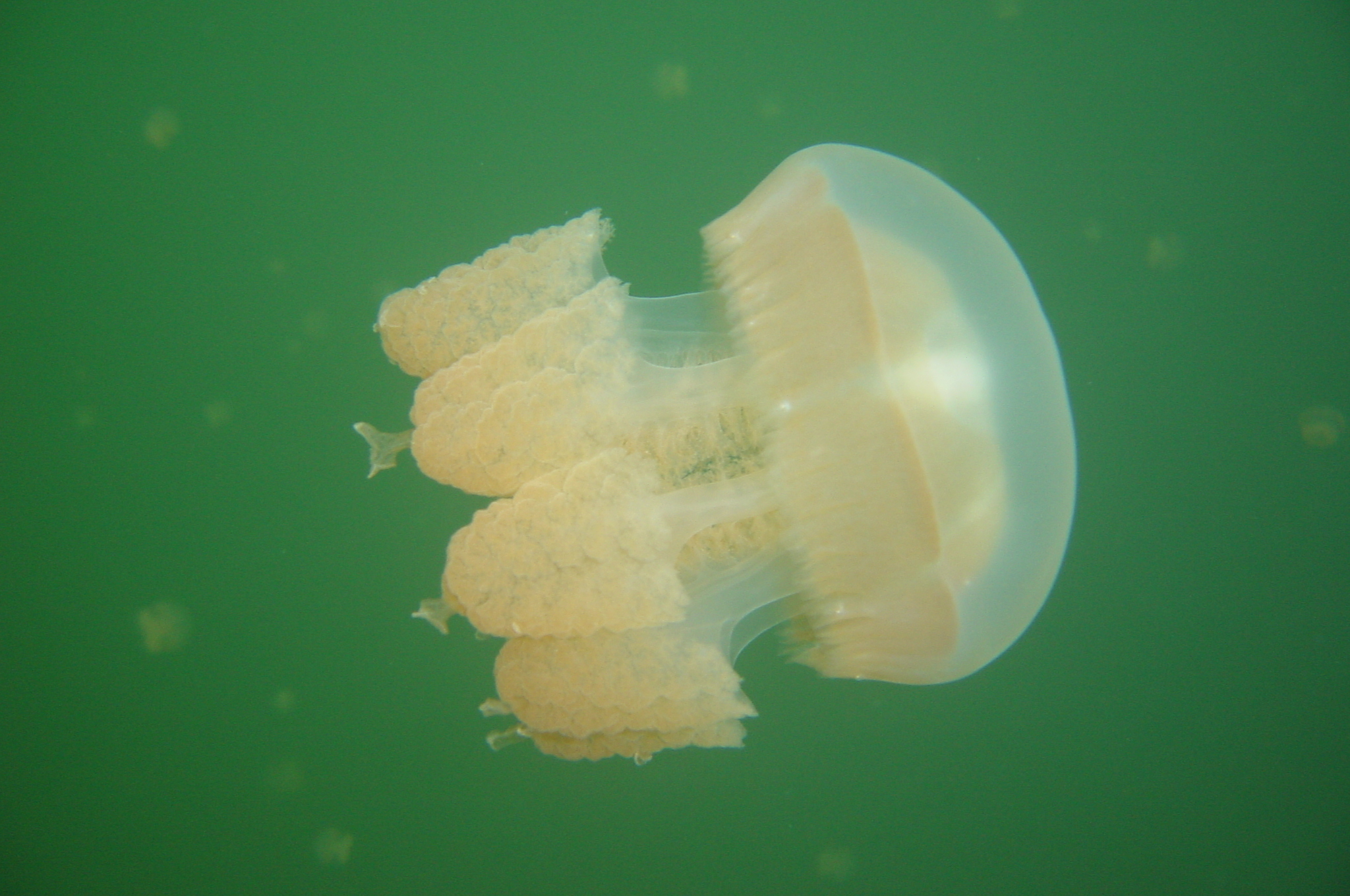
Mastigias cf. papua ssp. etpisoni

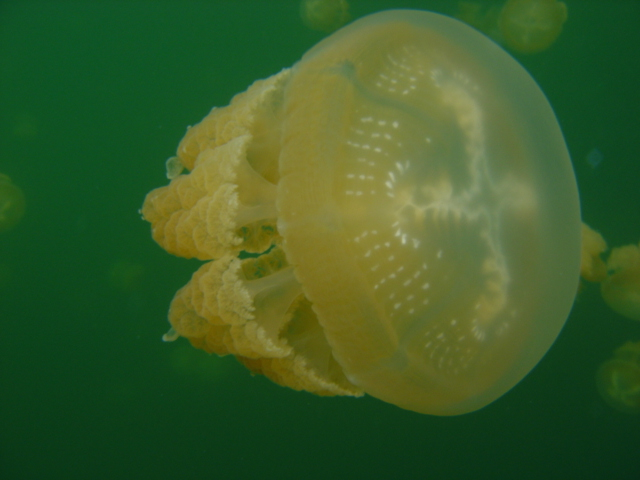
Mastigias cf. papua ssp. etpisoni

Die Verbreitung und der Umfang der Art ist durch neue morphologische und molekularbiologische Untersuchungen stark in Zweifel gezogen worden. Die Art wurde von Alfred Goldsborough Mayer 1910 erstmals umfassend revidiert. Der Holotyp der Art stammt von Waigeo, der größten Insel der vier Hauptinseln der Raja-Ampat-Inselgruppe vor Westneuguinea (Indonesien). Bisher konnte kein Exemplar vom Locus typicus mit neueren Methoden untersucht werden. Neuere Untersuchungen von anderen Lokalitäten stellen allerdings die bisher angenommene weite geographische Verbreitung der Art in Zweifel. Dawson (2004, 2005) stellte große molekularbiologische und auch morphologische Unterschiede sowie Unterschiede in der Lebensweise der Populationen von Mastigias papua in den verschiedenen marinen Seen und den benachbarten offenen Lagunen auf Palau fest, die auf jeden Fall eine Trennung auf Unterartniveau rechtfertigen. Exemplare von der Mündung des Berau (östliches Kalimantan) und von Tufi (Oro-Provinz, Papua-Neuguinea weisen ebenfalls eine sehr große molekulargenetische Distanz zu den Populationen auf Palau auf, die auf Art-Niveau liegen. Es liegen damit wohl mindestens drei kryptische Arten vor. Die Fundorte der drei untersuchten Populationen (Berau, Tufi und Palau) liegen jedoch jeweils über 1000 km vom Locus typicus von Mastigias papua entfernt. Ohne Material von der Typuslokalität ist es derzeit nicht möglich zu entscheiden, welche der drei untersuchten Populationen Mastigias papua ist, oder ob sich sogar noch eine vierte Art in dem Artkomplex verbirgt, der bisher als Mastigias papua bezeichnet wird. Es ist daher eher wahrscheinlich, dass die Populationen von Palau nicht zu Mastigias papua zu stellen sind, sondern eine eigene Art darstellen. Um diesen taxonomischen Schritt gehen zu können, ist aber auch eine Untersuchung der übrigen Arten der Gattung Mastigias (M. albipunctata Stiasny, 1920, M. andersoni Stiasny, 1926, M. gracilis Vanhöffen, 1888), M. ocellatus (Modeer, 1791), M. pantherinus Haeckel, 1880, M. roseus (Reynaud, 1830) und M. sidereus Chun, 1896), die aus dem Indik und westlichen Pazifik aufgrund morphologischer Unterschiede beschrieben worden sind, notwendig. Außerdem muss noch berücksichtigt werden, dass Alfred Goldsborough Mayer in seiner großen zusammenfassenden Arbeit "Medusae of the World" noch eine weitere Art (von Japan) und eine Varietät mit Mastigias papua synonymisiert hat, die nach den obigen Erfahrungen durchaus eigene selbständige Arten sein könnten. Auch hierzu liegen noch keine Daten vor. Mastigias papua ist in seiner jetzigen Form ein Artkomplex von mindestens drei, eher sogar fünf oder mehr kryptischen Arten. Daher werden die von Dawson (2005) aufgestellten Unterarten in fünf verschiedenen marinen Seen auf Palau als Mastigias cf. papua ssp. bezeichnet.
- Mastigias cf. papua ssp. remengesaui Dawson, 2005 (Uet era Ongael, Ongael, Koror, Palau). Die Art ist durch zahlreiche, unterschiedlich große weiße Flecke auf der Exumbrella gekennzeichnet. Inter- und perradiale Kanäle, die mundnahen Partien der Tentakel und auch deren Spitzen sind häufig blau gefärbt. Der Schirm hat eine braune Grundfarbe, die durch die Zooxanthellen verursacht wird. Die planktonischen Medusen werden etwas über 15 cm groß. Sie sind nur gelegentlich häufig, fehlen aber auch zu gewissen Zeiten völlig. Sie finden sich von etwa 4 m Tiefe bis zum Seespiegel.
- Mastigias cf. papua ssp. nakamurai Dawson, 2005 (Goby Lake, Ngermeuangel, Koror, Palau) Die braune Grundfarbe wird bei kleinen Medusen durch blaue Flecke ergänzt. Bei kleineren und größeren Medusen sind auch gelbe Flecke am Schirmrand vorhanden. Die Medusen werden etwas über 15 cm groß. Sie kommen das ganze Jahr über in der Wassersäule von 0 bis 7 m vor.

- Mastigias cf. papua ssp. etpisoni Dawson, 2005 ("Quallensee", Ongeim'l Tketau, Mecherchar, Koror, Palau). Die Medusen sind braun, ohne blaue Pigmentierung, selten kommen feine weiße Flecke vor. Ansonsten sind keine Flecken vorhanden. Die verdickten Endteile der acht oralen Arme sind relativ kurz und breit. Die größten Medusen werden bis 23 cm groß. Die Medusen sind planktonisch und gewöhnlich das ganze Jahr über in der Wassersäule von 0 bis 13 m Tiefe vorhanden.

- Mastigias cf. papua ssp. saliii Dawson, 2005 (Clear Lake, Koror, Palau). Die hellbraune Grundfarbe verursacht durch die Zooxanthellen wird durch eine blaue Pigmentierung in den inter- und perradialen Kanälen ergänzt. Die verdickten Endteile der acht oralen Arme sind kurz bis mittellang und lanzettförmig. Die Medusen werden bis 20 cm groß. Sie leben in 0 bis 9 m Tiefe und sind gewöhnlich recht häufig. Sie können aber auch vollkommen fehlen. Der Salzgehalt des Wassers ist zur Zeit des Erscheinens der Medusen deutlich erniedrigt (22,6–28,1 psu). Die Polypen werden in 6 bis 7 m Tiefe auf sich zersetzenden Blättern gefunden.
- Mastigias cf. papua ssp. remeliiki Dawson, 2005 (Uet era Ngermeuangel, Ngermeuangel, Koror, Palau). Die Grundfarbe ist goldbraun durch die eingelagerten Zooxanthellen. Flecke auf der Exumbrella fehlen bei den meisten Exemplaren. Sind aber welche vorhanden, dann sind sie häufig und unregelmäßig geformt. Die blaue Pigmentierung fehlt völlig. Die verdickten Endteile der acht oralen Arme sind paddelförmig, lanzettförmig oder selten dreispitzig und immer recht kurz. Die Medusen sind etwa 8 bis 12 cm groß. Die Medusen kommen das gesamte Jahr über in der Wassersäule (0 bis 16 m) vor. Das Wasser ist meist leicht brackisch (24,5 bis 31,5 psu). Die Polypen wurden in etwa 6 bis 16 m Wassertiefe angeheftet an Hartsubstrat, zerfallende Blätter und Holz gefunden.

Die Unterarten entstanden durch die Isolierung von Populationen der Lagunenart durch den steigenden Meeresspiegel nach der letzten Zwischeneiszeit. Die Senken stehen über Karsthohlräume mit dem Meeresspiegel in Verbindung; der Seespiegel entspricht in etwa dem Meeresspiegel. Das bedeutet, dass die tiefsten Seen ("Quallensee", Ongeim’l Tketau: 60 m tief) auch die ältesten Seen sind und nicht älter als 12000 Jahre alt sein können.

## Belege